# Stephan Embacher
Stephan Embacher (ur. 12 stycznia 2006) – austriacki skoczek narciarski, reprezentant klubu Kitzbüheler SC. Indywidualny mistrz świata juniorów z 2024 i 2025, wielokrotny drużynowy medalista mistrzostw świata juniorów (2023–2025). Indywidualny i drużynowy złoty medalista zimowego olimpijskiego festiwalu młodzieży Europy (2023).

## Przebieg kariery

### Sezon 2021/2022
We wrześniu 2021 zadebiutował w Alpen Cupie, zajmując 22. i 28. miejsce w Libercu. W lutym 2022 zdobył złoty medal drużynowo oraz srebrny indywidualnie w zawodach OPA Games w Predazzo. W tym samym miesiącu w Villach po raz pierwszy wystartował w cyklu FIS Cup, zajmując dwukrotnie lokaty na początku czwartej dziesiątki.

### Sezon 2022/2023
Pierwsze punkty FIS Cupu zdobył 20 sierpnia 2022 po zajęciu 13. pozycji w Szczyrku. Wystartował na Zimowym Olimpijskim Festiwalu Młodzieży Europy 2023, na którym zdobył złoty medal indywidualnie oraz drużynowo. Wystąpił też na Mistrzostwach Świata Juniorów 2023 w Whistler, na których zajął 6. miejsce indywidualnie, 5. w mikście oraz zdobył złoty medal w drużynie męskiej. W marcu 2023 zadebiutował w Pucharze Kontynentalnym, zajmując 5. i 13. lokatę w Lahti. W Alpen Cupie 2022/2023 siedmiokrotnie stawał na podium, w tym dwa razy na najwyższym stopniu. Zwyciężył w klasyfikacji generalnej cyklu.

### Sezon 2023/2024
30 września 2023 po raz pierwszy wystartował w Letnim Grand Prix, kończąc zawody w Hinzenbach na 46. pozycji.
W grudniu 2023 stawał na podium w zawodach FIS Cupu, zajmując 2. i 1. miejsce w Kanderstegu, a następnie w Pucharze Kontynentalnym, gdzie najpierw konkurs w Ruce 15 grudnia ukończył na 3. pozycji, a następnie w Engelbergu 27 i 28 grudnia był kolejno 2. i 1. Po tych występach został powołany na zawody Pucharu Świata. 3 stycznia 2024 w swoim debiucie w tym cyklu zdobył punkty, plasując się na 13. miejscu zawodów w Innsbrucku zaliczanych do 72. Turnieju Czterech Skoczni. 21 stycznia powtórzył ten wynik w konkursie w Zakopanem.
W lutym na Mistrzostwach Świata Juniorów 2024 zdobył złote medale we wszystkich trzech występach – indywidualnie, w drużynie męskiej i w zespole mieszanym. W marcu 2024 podczas zawodów Pucharu Świata w Lahti zajął 10. i 13. lokatę w zmaganiach indywidualnych oraz stanął na podium konkursu drużynowego, który Austriacy ukończyli na 2. pozycji. Następnie na tej samej skoczni zajął 3. miejsce w Pucharze Kontynentalnym.

### Sezon 2024/2025
28 września 2024 zdobył pierwsze punkty Letniego Grand Prix, zajmując 7. pozycję w Hinzenbach. Otwierające sezon 2024/2025 Pucharu Świata zawody w Lillehammer ukończył na 21. miejscu. W kolejnych konkursach cyklu, rozgrywanych od listopada do stycznia, jeszcze sześciokrotnie zdobył punkty, za każdym razem za lokaty w trzeciej dziesiątce. Na Mistrzostwach Świata Juniorów 2025 obronił tytuł mistrzowski w zawodach indywidualnych, zostając drugim w historii, po Janne Ahonenie, skoczkiem z takim osiągnięciem. Złoty medal wywalczył również w drużynie męskiej, a w zespole mieszanym zdobył brąz. W marcu 2025 jeszcze dwukrotnie zdobył punkty Pucharu Świata. 13 marca w konkursie Raw Air 2025 w Oslo zajął najwyższą w sezonie, 11. pozycję.

## Mistrzostwa świata juniorów

### Indywidualnie
| 2023 Whistler    | – | 6. miejsce  |
| 2024 Planica     | – | złoty medal |
| 2025 Lake Placid | – | złoty medal |

### Drużynowo
| 2023 Whistler    | – | złoty medal, 5. miejsce (drużyna mieszana)    |
| 2024 Planica     | – | złoty medal, złoty medal (drużyna mieszana)   |
| 2025 Lake Placid | – | złoty medal, brązowy medal (drużyna mieszana) |

### Starty S. Embachera na mistrzostwach świata juniorów – szczegółowo
| Miejsce | Dzień     | Rok  | Miejscowość | Skocznia              | Punkt K | HS     | Konkurs      | Skok 1  | Skok 2  | Nota                  | Strata   | Zwycięzca       |
| ------- | --------- | ---- | ----------- | --------------------- | ------- | ------ | ------------ | ------- | ------- | --------------------- | -------- | --------------- |
| 6.      | 2 lutego  | 2023 | Whistler    | Whistler Olympic Park | K-95    | HS-104 | indywid.     | 94,0 m  | 97,0 m  | 249,8 pkt             | 8,1 pkt  | Vilho Palosaari |
| 1.      | 4 lutego  | 2023 | Whistler    | Whistler Olympic Park | K-95    | HS-104 | druż.        | 102,0 m | 98,0 m  | 972,5 pkt (253,0 pkt) | –        | –               |
| 5.      | 5 lutego  | 2023 | Whistler    | Whistler Olympic Park | K-95    | HS-104 | druż. miesz. | 93,5 m  | 101,5 m | 857,4 pkt (234,5 pkt) | 62,8 pkt | Słowenia        |
| 1.      | 8 lutego  | 2024 | Planica     | Srednja skakalnica    | K-95    | HS-102 | indywid.     | 97,0 m  | 103,5 m | 266,7 pkt             | –        | –               |
| 1.      | 10 lutego | 2024 | Planica     | Srednja skakalnica    | K-95    | HS-102 | druż.        | 93,0 m  | 98,0 m  | 934,3 pkt (237,3 pkt) | –        | –               |
| 1.      | 11 lutego | 2024 | Planica     | Srednja skakalnica    | K-95    | HS-102 | druż. miesz. | 99,0 m  | 97,5 m  | 930,2 pkt (267,4 pkt) | –        | –               |
| 1.      | 12 lutego | 2025 | Lake Placid | MacKenzie Intervale   | K-90    | HS-100 | indywid.     | 95,5 m  | 96,0 m  | 258,1 pkt             | –        | –               |
| 1.      | 14 lutego | 2025 | Lake Placid | MacKenzie Intervale   | K-90    | HS-100 | druż.        | 92,0 m  | 97,5 m  | 932,5 pkt (262,0 pkt) | –        | –               |
| 3.      | 15 lutego | 2025 | Lake Placid | MacKenzie Intervale   | K-90    | HS-100 | druż. miesz. | 95,0 m  | 100,0 m | 834,7 pkt (239,3 pkt) | 85,1 pkt | Słowenia        |

## Zimowy olimpijski festiwal młodzieży Europy

### Indywidualnie
| 2023 Friuli-Wenecja Julijska/ Planica | – | złoty medal |

### Drużynowo
| 2023 Friuli-Wenecja Julijska/ Planica | – | złoty medal |

### Starty S. Embachera na zimowym olimpijskim festiwalu młodzieży Europy – szczegółowo
| Miejsce | Dzień       | Rok  | Miejscowość | Skocznia           | Punkt K | HS     | Konkurs  | Skok 1 | Skok 2  | Nota                  | Strata | Zwycięzca |
| ------- | ----------- | ---- | ----------- | ------------------ | ------- | ------ | -------- | ------ | ------- | --------------------- | ------ | --------- |
| 1.      | 23 stycznia | 2023 | Planica     | Srednja skakalnica | K-95    | HS-102 | indywid. | 99,0 m | 101,0 m | 268,8 pkt             | –      | –         |
| 1.      | 25 stycznia | 2023 | Planica     | Srednja skakalnica | K-95    | HS-102 | druż.    | 97,0 m | 96,5 m  | 976,5 pkt (253,5 pkt) | –      | –         |

## Puchar Świata

### Miejsca w klasyfikacji generalnej
| Sezon     | Miejsce |
| --------- | ------- |
| 2023/2024 | 39.     |
| 2024/2025 | 42.     |

### Miejsca w poszczególnych konkursach indywidualnychPucharu Świata
stan po zakończeniu sezonu 2024/2025
| Źródło | Źródło            | Źródło           | Źródło            | Źródło            | Źródło            | Źródło                 | Źródło                 | Źródło           | Źródło                       | Źródło           | Źródło                       | Źródło          | Źródło              | Źródło          | Źródło           | Źródło            | Źródło            | Źródło          | Źródło            | Źródło            | Źródło           | Źródło        | Źródło      | Źródło          | Źródło          | Źródło          | Źródło          | Źródło          | Źródło          | Źródło        | Źródło        | Źródło | Źródło | Źródło | Źródło | Źródło | Źródło | Źródło | Źródło | Źródło | Źródło | Źródło | Źródło | Źródło | Źródło | Źródło | Źródło | Źródło | Źródło |
| --- | ----------------- | ---------------- | ----------------- | ----------------- | ----------------- | ---------------------- | ---------------------- | ---------------- | ---------------------------- | ---------------- | ---------------------------- | --------------- | ------------------- | --------------- | ---------------- | ----------------- | ----------------- | --------------- | ----------------- | ----------------- | ---------------- | ------------- | ----------- | --------------- | --------------- | --------------- | --------------- | --------------- | --------------- | ------------- | ------------- | ------ | ------ | ------ | ------ | ------ | ------ | ------ | ------ | ------ | ------ | ------ | ------ | ------ | ------ | ------ | ------ | ------ | ------ |
| Sezon 2023/2024 |                   |                  |                   |                   |                   |                        |                        |                  |                              |                  |                              |                 |                     |                 |                  |                   |                   |                 |                   |                   |                  |               |             |                 |                 |                 |                 |                 |                 |               |               |        |        |        |        |        |        |        |        |        |        |        |        |        |        |        |        |        |        |
| Ruka HS142 | Ruka HS142        | Lillehammer HS98 | Lillehammer HS140 | Klingenthal HS140 | Klingenthal HS140 | Engelberg HS140        | Engelberg HS140        | Oberstdorf HS137 | Garmisch-Partenkirchen HS142 | Innsbruck HS128  | Bischofshofen HS142          | Wisła HS134     | Zakopane HS140      | Willingen HS147 | Willingen HS147  | Lake Placid HS128 | Lake Placid HS128 | Sapporo HS137   | Sapporo HS137     | Oberstdorf HS235  | Oberstdorf HS235 | Lahti HS130   | Lahti HS130 | Oslo HS134      | Oslo HS134      | Trondheim HS105 | Trondheim HS140 | Vikersund HS240 | Vikersund HS240 | Planica HS240 | Planica HS240 | punkty |        |        |        |        |        |        |        |        |        |        |        |        |        |        |        |        |        |
| - | -                 | -                | -                 | -                 | -                 | -                      | -                      | -                | -                            | 13               | -                            | 34              | 13                  | -               | -                | -                 | -                 | -               | -                 | -                 | -                | 10            | 13          | -               | -               | -               | -               | -               | -               | -             | -             | 86     |        |        |        |        |        |        |        |        |        |        |        |        |        |        |        |        |        |
| Sezon 2024/2025 |                   |                  |                   |                   |                   |                        |                        |                  |                              |                  |                              |                 |                     |                 |                  |                   |                   |                 |                   |                   |                  |               |             |                 |                 |                 |                 |                 |                 |               |               |        |        |        |        |        |        |        |        |        |        |        |        |        |        |        |        |        |        |
| Lillehammer HS140 | Lillehammer HS140 | Ruka HS142       | Ruka HS142        | Wisła HS134       | Wisła HS134       | Titisee-Neustadt HS142 | Titisee-Neustadt HS142 | Engelberg HS140  | Engelberg HS140              | Oberstdorf HS137 | Garmisch-Partenkirchen HS142 | Innsbruck HS128 | Bischofshofen HS142 | Zakopane HS140  | Oberstdorf HS235 | Oberstdorf HS235  | Willingen HS147   | Willingen HS147 | Lake Placid HS128 | Lake Placid HS128 | Sapporo HS137    | Sapporo HS137 | Oslo HS134  | Vikersund HS240 | Vikersund HS240 | Lahti HS130     | Planica HS240   | Planica HS240   | punkty          | punkty        | punkty        | punkty | punkty | punkty |        |        |        |        |        |        |        |        |        |        |        |        |        |        |        |
| 21 | 27                | 44               | 29                | 28                | 46                | -                      | -                      | 23               | 40                           | 39               | 33                           | 36              | 22                  | 29              | q                | q                 | -                 | -               | -                 | -                 | -                | -             | 11          | 31              | 32              | 21              | 37              | -               | 72              | 72            | 72            | 72     | 72     | 72     |        |        |        |        |        |        |        |        |        |        |        |        |        |        |        |
| Legenda |                   |                  |                   |                   |                   |                        |                        |                  |                              |                  |                              |                 |                     |                 |                  |                   |                   |                 |                   |                   |                  |               |             |                 |                 |                 |                 |                 |                 |               |               |        |        |        |        |        |        |        |        |        |        |        |        |        |        |        |        |        |        |
| 1 2 3 4-10 11-30 poniżej 30 dq – dyskwalifikacja q – dyskwalifikacja w kwalifikacjach q – zawodnik nie zakwalifikował się - – zawodnik nie wystartował |                   |                  |                   |                   |                   |                        |                        |                  |                              |                  |                              |                 |                     |                 |                  |                   |                   |                 |                   |                   |                  |               |             |                 |                 |                 |                 |                 |                 |               |               |        |        |        |        |        |        |        |        |        |        |        |        |        |        |        |        |        |        |

### Miejsca w poszczególnych konkursach drużynowychPucharu Świata
stan po zakończeniu sezonu 2024/2025
| Źródło                                                                          | Źródło          | Źródło          | Źródło          | Źródło              | Źródło         | Źródło                    | Źródło                   | Źródło      | Źródło        |
| ------------------------------------------------------------------------------- | --------------- | --------------- | --------------- | ------------------- | -------------- | ------------------------- | ------------------------ | ----------- | ------------- |
| Sezon 2023/2024                                                                 | Sezon 2023/2024 | Sezon 2023/2024 | Sezon 2023/2024 | Wisła HS134 (duety) | Zakopane HS140 | Lake Placid HS128 (duety) | Oberstdorf HS235 (duety) | Lahti HS130 | Planica HS240 |
| Sezon 2023/2024                                                                 | Sezon 2023/2024 | Sezon 2023/2024 | Sezon 2023/2024 | -                   | -              | -                         | -                        | 2           | -             |
| Legenda                                                                         |                 |                 |                 |                     |                |                           |                          |             |               |
| 1 2 3 4-8 poniżej 8 (Duety: 1 2 3 4-12 poniżej 12) - – zawodnik nie wystartował |                 |                 |                 |                     |                |                           |                          |             |               |

### Turniej Czterech Skoczni

#### Miejsca w klasyfikacji generalnej
| Sezon     | Miejsce |
| --------- | ------- |
| 2023/2024 | 50.     |
| 2024/2025 | 31.     |

### Raw Air

#### Miejsca w klasyfikacji generalnej
| Sezon | Miejsce |
| ----- | ------- |
| 2025  | 32.     |

### Planica 7

#### Miejsca w klasyfikacji generalnej
| Sezon | Miejsce |
| ----- | ------- |
| 2025  | 46.     |

## Letnie Grand Prix

### Miejsca w klasyfikacji generalnej
| Sezon | Miejsce |
| ----- | ------- |
| 2024  | 42.     |

### Miejsca w poszczególnych konkursach indywidualnychLGP
stan po zakończeniu LGP 2024
| Źródło | Źródło           | Źródło        | Źródło        | Źródło      | Źródło      | Źródło          | Źródło          | Źródło            | Źródło | Źródło | Źródło | Źródło | Źródło | Źródło | Źródło | Źródło | Źródło | Źródło | Źródło | Źródło | Źródło | Źródło | Źródło | Źródło | Źródło | Źródło |
| --- | ---------------- | ------------- | ------------- | ----------- | ----------- | --------------- | --------------- | ----------------- | ------ | ------ | ------ | ------ | ------ | ------ | ------ | ------ | ------ | ------ | ------ | ------ | ------ | ------ | ------ | ------ | ------ | ------ |
| 2023 |                  |               |               |             |             |                 |                 |                   |        |        |        |        |        |        |        |        |        |        |        |        |        |        |        |        |        |        |
| Courchevel HS132 | Courchevel HS132 | Szczyrk HS104 | Szczyrk HS104 | Râșnov HS97 | Râșnov HS97 | Hinzenbach HS90 | Hinzenbach HS90 | Klingenthal HS140 | punkty |        |        |        |        |        |        |        |        |        |        |        |        |        |        |        |        |        |
| - | -                | -             | -             | -           | -           | 46              | -               | -                 | 0      |        |        |        |        |        |        |        |        |        |        |        |        |        |        |        |        |        |
| 2024 |                  |               |               |             |             |                 |                 |                   |        |        |        |        |        |        |        |        |        |        |        |        |        |        |        |        |        |        |
| Courchevel HS132 | Courchevel HS132 | Wisła HS134   | Wisła HS134   | Râșnov HS97 | Râșnov HS97 | Hinzenbach HS90 | Hinzenbach HS90 | Klingenthal HS140 | punkty | punkty | punkty | punkty | punkty | punkty | punkty | punkty | punkty |        |        |        |        |        |        |        |        |        |
| 41 | 45               | -             | -             | -           | -           | 7               | 19              | 44                | 48     | 48     | 48     | 48     | 48     | 48     | 48     | 48     | 48     |        |        |        |        |        |        |        |        |        |
| Legenda |                  |               |               |             |             |                 |                 |                   |        |        |        |        |        |        |        |        |        |        |        |        |        |        |        |        |        |        |
| 1 2 3 4-10 11-30 poniżej 30 dq – dyskwalifikacja q – dyskwalifikacja w kwalifikacjach q – zawodnik nie zakwalifikował się - – zawodnik nie wystartował |                  |               |               |             |             |                 |                 |                   |        |        |        |        |        |        |        |        |        |        |        |        |        |        |        |        |        |        |

## Puchar Kontynentalny

### Miejsca w klasyfikacji generalnej
| Sezon     | Miejsce |
| --------- | ------- |
| 2022/2023 | 54.     |
| 2023/2024 | 19.     |
| 2024/2025 | 45.     |

### Zwycięstwa w konkursach indywidualnych Pucharu Kontynentalnego chronologicznie
| 1. | 28 grudnia | 2023 | Engelberg | Gross-Titlis-Schanze | K-125 | HS-140 | 141,0 m | 136,0 m | 280,6 pkt |

### Miejsca na podium w konkursach indywidualnych Pucharu Kontynentalnego chronologicznie
| 1. | 15 grudnia | 2023 | Ruka      | Rukatunturi          | K-120 | HS-142 | 137,5 m | 145,5 m | 297,5 pkt | 3. | 5,1 pkt  | Benjamin Østvold    |
| 2. | 27 grudnia | 2023 | Engelberg | Gross-Titlis-Schanze | K-125 | HS-140 | 140,0 m | 134,0 m | 309,5 pkt | 2. | 1,9 pkt  | Anders Håre         |
| 3. | 28 grudnia | 2023 | Engelberg | Gross-Titlis-Schanze | K-125 | HS-140 | 141,0 m | 136,0 m | 280,6 pkt | 1. | –        | –                   |
| 4. | 10 marca   | 2024 | Lahti     | Salpausselkä         | K-116 | HS-130 | 128,0 m | 125,5 m | 273,3 pkt | 3. | 17,1 pkt | Markus Eisenbichler |

### Miejsca w poszczególnych konkursachPucharu Kontynentalnego
stan po zakończeniu sezonu 2024/2025
| Sezon 2022/2023                                                               |                   |            |            |                 |                 |                              |                              |                 |                 |               |                   |                   |                   |                   |                     |                     |                     |                     |                     |                     |                |                |             |             |                |                |        |        |        |        |        |        |        |        |        |        |        |        |        |        |        |        |        |        |        |        |        |        |        |        |        |        |        |        |        |        |        |        |        |        |        |        |        |        |
| Vikersund HS117                                                               | Vikersund HS117   | Ruka HS142 | Ruka HS142 | Engelberg HS140 | Engelberg HS140 | Planica HS138                | Planica HS138                | Sapporo HS137   | Sapporo HS137   | Sapporo HS137 | Eisenerz HS109    | Eisenerz HS109    | Klingenthal HS140 | Klingenthal HS140 | Rena HS139          | Rena HS139          | Iron Mountain HS133 | Iron Mountain HS133 | Iron Mountain HS133 | Iron Mountain HS133 | Zakopane HS140 | Zakopane HS140 | Lahti HS130 | Lahti HS130 | punkty         | punkty         | punkty | punkty | punkty | punkty | punkty | punkty | punkty | punkty | punkty | punkty | punkty | punkty | punkty | punkty | punkty | punkty | punkty | punkty | punkty | punkty | punkty | punkty | punkty | punkty | punkty | punkty | punkty | punkty | punkty | punkty | punkty | punkty | punkty | punkty | punkty | punkty | punkty | punkty |
| -                                                                             | -                 | -          | -          | -               | -               | -                            | -                            | -               | -               | -             | -                 | -                 | -                 | -                 | -                   | -                   | -                   | -                   | -                   | -                   | -              | -              | 5           | 13          | 65             | 65             | 65     | 65     | 65     | 65     | 65     | 65     | 65     | 65     | 65     | 65     | 65     | 65     | 65     | 65     | 65     | 65     | 65     | 65     | 65     | 65     | 65     | 65     | 65     | 65     | 65     | 65     | 65     | 65     | 65     | 65     | 65     | 65     | 65     | 65     | 65     | 65     | 65     | 65     |
| Sezon 2023/2024                                                               |                   |            |            |                 |                 |                              |                              |                 |                 |               |                   |                   |                   |                   |                     |                     |                     |                     |                     |                     |                |                |             |             |                |                |        |        |        |        |        |        |        |        |        |        |        |        |        |        |        |        |        |        |        |        |        |        |        |        |        |        |        |        |        |        |        |        |        |        |        |        |        |        |
| Lillehammer HS140                                                             | Lillehammer HS140 | Ruka HS142 | Ruka HS142 | Engelberg HS140 | Engelberg HS140 | Garmisch-Partenkirchen HS142 | Garmisch-Partenkirchen HS142 | Innsbruck HS128 | Innsbruck HS128 | Sapporo HS137 | Sapporo HS137     | Sapporo HS137     | Willingen HS147   | Willingen HS147   | Lillehammer HS140   | Lillehammer HS140   | Brotterode HS117    | Brotterode HS117    | Iron Mountain HS133 | Iron Mountain HS133 | Planica HS138  | Planica HS138  | Lahti HS130 | Lahti HS130 | Zakopane HS140 | Zakopane HS140 | punkty |        |        |        |        |        |        |        |        |        |        |        |        |        |        |        |        |        |        |        |        |        |        |        |        |        |        |        |        |        |        |        |        |        |        |        |        |        |
| -                                                                             | -                 | 3          | 16         | 2               | 1               | 14                           | 26                           | -               | -               | -             | -                 | -                 | -                 | -                 | -                   | -                   | -                   | -                   | -                   | -                   | -              | -              | 10          | 3           | -              | -              | 364    |        |        |        |        |        |        |        |        |        |        |        |        |        |        |        |        |        |        |        |        |        |        |        |        |        |        |        |        |        |        |        |        |        |        |        |        |        |
| Sezon 2024/2025                                                               |                   |            |            |                 |                 |                              |                              |                 |                 |               |                   |                   |                   |                   |                     |                     |                     |                     |                     |                     |                |                |             |             |                |                |        |        |        |        |        |        |        |        |        |        |        |        |        |        |        |        |        |        |        |        |        |        |        |        |        |        |        |        |        |        |        |        |        |        |        |        |        |        |
| Zhangjiakou HS106                                                             | Zhangjiakou HS106 | Ruka HS142 | Ruka HS142 | Engelberg HS140 | Engelberg HS140 | Bischofshofen HS142          | Bischofshofen HS142          | Sapporo HS137   | Sapporo HS137   | Sapporo HS137 | Lillehammer HS140 | Lillehammer HS140 | Kranj HS109       | Kranj HS109       | Iron Mountain HS133 | Iron Mountain HS133 | Iron Mountain HS133 | Iron Mountain HS133 | Lahti HS130         | Lahti HS130         | Zakopane HS140 | Zakopane HS140 | punkty      | punkty      | punkty         | punkty         | punkty | punkty | punkty | punkty | punkty | punkty | punkty | punkty | punkty | punkty | punkty | punkty | punkty | punkty | punkty | punkty | punkty | punkty | punkty | punkty | punkty | punkty | punkty | punkty | punkty | punkty | punkty | punkty | punkty | punkty | punkty | punkty | punkty | punkty | punkty | punkty |        |        |
| -                                                                             | -                 | -          | -          | -               | -               | -                            | -                            | -               | -               | -             | -                 | -                 | -                 | -                 | 16                  | 9                   | 20                  | 8                   | -                   | -                   | -              | -              | 87          | 87          | 87             | 87             | 87     | 87     | 87     | 87     | 87     | 87     | 87     | 87     | 87     | 87     | 87     | 87     | 87     | 87     | 87     | 87     | 87     | 87     | 87     | 87     | 87     | 87     | 87     | 87     | 87     | 87     | 87     | 87     | 87     | 87     | 87     | 87     | 87     | 87     | 87     | 87     |        |        |
| Legenda                                                                       |                   |            |            |                 |                 |                              |                              |                 |                 |               |                   |                   |                   |                   |                     |                     |                     |                     |                     |                     |                |                |             |             |                |                |        |        |        |        |        |        |        |        |        |        |        |        |        |        |        |        |        |        |        |        |        |        |        |        |        |        |        |        |        |        |        |        |        |        |        |        |        |        |
| 1 2 3 4-10 11-30 poniżej 30 dq – dyskwalifikacja - – zawodnik nie wystartował |                   |            |            |                 |                 |                              |                              |                 |                 |               |                   |                   |                   |                   |                     |                     |                     |                     |                     |                     |                |                |             |             |                |                |        |        |        |        |        |        |        |        |        |        |        |        |        |        |        |        |        |        |        |        |        |        |        |        |        |        |        |        |        |        |        |        |        |        |        |        |        |        |

## Letni Puchar Kontynentalny

### Miejsca w klasyfikacji generalnej
| Sezon | Miejsce |
| ----- | ------- |
| 2023  | 26.     |

### Miejsca w poszczególnych konkursachLetniego Pucharu Kontynentalnego
stan po zakończeniu LPK 2024
| Źródło                                                                        | Źródło     | Źródło      | Źródło      | Źródło            | Źródło            | Źródło            | Źródło            | Źródło            | Źródło | Źródło | Źródło | Źródło | Źródło | Źródło | Źródło | Źródło | Źródło | Źródło | Źródło | Źródło | Źródło | Źródło | Źródło | Źródło | Źródło | Źródło | Źródło | Źródło | Źródło | Źródło | Źródło | Źródło | Źródło | Źródło | Źródło | Źródło | Źródło | Źródło | Źródło |
| ----------------------------------------------------------------------------- | ---------- | ----------- | ----------- | ----------------- | ----------------- | ----------------- | ----------------- | ----------------- | ------ | ------ | ------ | ------ | ------ | ------ | ------ | ------ | ------ | ------ | ------ | ------ | ------ | ------ | ------ | ------ | ------ | ------ | ------ | ------ | ------ | ------ | ------ | ------ | ------ | ------ | ------ | ------ | ------ | ------ | ------ |
| 2023                                                                          |            |             |             |                   |                   |                   |                   |                   |        |        |        |        |        |        |        |        |        |        |        |        |        |        |        |        |        |        |        |        |        |        |        |        |        |        |        |        |        |        |        |
| Oslo HS106                                                                    | Oslo HS106 | Stams HS115 | Stams HS115 | Klingenthal HS140 | Klingenthal HS140 | Lake Placid HS100 | Lake Placid HS128 | Lake Placid HS128 | punkty | punkty | punkty | punkty | punkty | punkty | punkty | punkty | punkty | punkty | punkty | punkty | punkty | punkty | punkty | punkty | punkty | punkty | punkty |        |        |        |        |        |        |        |        |        |        |        |        |
| 31                                                                            | 19         | 15          | 7           | -                 | -                 | -                 | -                 | -                 | 64     | 64     | 64     | 64     | 64     | 64     | 64     | 64     | 64     | 64     | 64     | 64     | 64     | 64     | 64     | 64     | 64     | 64     | 64     |        |        |        |        |        |        |        |        |        |        |        |        |
| Legenda                                                                       |            |             |             |                   |                   |                   |                   |                   |        |        |        |        |        |        |        |        |        |        |        |        |        |        |        |        |        |        |        |        |        |        |        |        |        |        |        |        |        |        |        |
| 1 2 3 4-10 11-30 poniżej 30 dq – dyskwalifikacja - − zawodnik nie wystartował |            |             |             |                   |                   |                   |                   |                   |        |        |        |        |        |        |        |        |        |        |        |        |        |        |        |        |        |        |        |        |        |        |        |        |        |        |        |        |        |        |        |

## FIS Cup

### Miejsca w klasyfikacji generalnej
| Sezon     | Miejsce |
| --------- | ------- |
| 2022/2023 | 104.    |
| 2023/2024 | 22.     |

### Zwycięstwa w konkursach indywidualnych FIS Cupu chronologicznie
| 1. | 10 grudnia | 2023 | Kandersteg | Lötschberg-Schanze | K-95 | HS-106 | 101,0 m | 106,0 m | 309,8 pkt |

### Miejsca na podium w konkursach indywidualnych FIS Cupu chronologicznie
| 1. | 9 grudnia  | 2023 | Kandersteg | Lötschberg-Schanze | K-95 | HS-106 | 96,0 m  | –       | 138,4 pkt | 2. | 1,7 pkt | Marco Wörgötter |
| 2. | 10 grudnia | 2023 | Kandersteg | Lötschberg-Schanze | K-95 | HS-106 | 101,0 m | 106,0 m | 309,8 pkt | 1. | –       | –               |

### Miejsca w poszczególnych konkursachFIS Cupu
stan po zakończeniu sezonu 2024/2025
| Źródło                                                                        | Źródło         | Źródło           | Źródło           | Źródło           | Źródło           | Źródło      | Źródło      | Źródło           | Źródło           | Źródło        | Źródło        | Źródło        | Źródło        | Źródło           | Źródło           | Źródło        | Źródło        | Źródło         | Źródło         | Źródło       | Źródło        | Źródło        | Źródło | Źródło | Źródło | Źródło | Źródło | Źródło | Źródło | Źródło | Źródło | Źródło | Źródło | Źródło | Źródło | Źródło | Źródło | Źródło | Źródło |
| ----------------------------------------------------------------------------- | -------------- | ---------------- | ---------------- | ---------------- | ---------------- | ----------- | ----------- | ---------------- | ---------------- | ------------- | ------------- | ------------- | ------------- | ---------------- | ---------------- | ------------- | ------------- | -------------- | -------------- | ------------ | ------------- | ------------- | ------ | ------ | ------ | ------ | ------ | ------ | ------ | ------ | ------ | ------ | ------ | ------ | ------ | ------ | ------ | ------ | ------ |
| Sezon 2021/2022                                                               |                |                  |                  |                  |                  |             |             |                  |                  |               |               |               |               |                  |                  |               |               |                |                |              |               |               |        |        |        |        |        |        |        |        |        |        |        |        |        |        |        |        |        |
| Otepää HS97                                                                   | Otepää HS97    | Kuopio HS100     | Kuopio HS127     | Einsiedeln HS117 | Einsiedeln HS117 | Ljubno HS94 | Ljubno HS94 | Villach HS98     | Villach HS98     | Lahti HS100   | Lahti HS100   | Falun HS100   | Falun HS100   | Kandersteg HS106 | Kandersteg HS106 | Notodden HS98 | Notodden HS98 | Zakopane HS105 | Villach HS98   | Villach HS98 | Oberhof HS100 | Oberhof HS100 | punkty |        |        |        |        |        |        |        |        |        |        |        |        |        |        |        |        |
| -                                                                             | -              | -                | -                | -                | -                | -           | -           | -                | -                | -             | -             | -             | -             | -                | -                | -             | -             | -              | 32             | 31           | -             | -             | 0      |        |        |        |        |        |        |        |        |        |        |        |        |        |        |        |        |
| Sezon 2022/2023                                                               |                |                  |                  |                  |                  |             |             |                  |                  |               |               |               |               |                  |                  |               |               |                |                |              |               |               |        |        |        |        |        |        |        |        |        |        |        |        |        |        |        |        |        |
| Frenštát HS106                                                                | Frenštát HS106 | Szczyrk HS104    | Szczyrk HS104    | Einsiedeln HS117 | Einsiedeln HS117 | Kranj HS109 | Kranj HS109 | Villach HS98     | Villach HS98     | Notodden HS98 | Notodden HS98 | Szczyrk HS104 | Szczyrk HS104 | Villach HS98     | Villach HS98     | Oberhof HS100 | Oberhof HS100 | Zakopane HS140 | Zakopane HS140 | punkty       | punkty        | punkty        | punkty | punkty | punkty | punkty | punkty | punkty | punkty | punkty | punkty | punkty | punkty | punkty | punkty | punkty | punkty | punkty |        |
| -                                                                             | -              | 13               | 44               | -                | -                | -           | -           | -                | -                | -             | -             | -             | -             | -                | -                | -             | -             | -              | -              | 20           | 20            | 20            | 20     | 20     | 20     | 20     | 20     | 20     | 20     | 20     | 20     | 20     | 20     | 20     | 20     | 20     | 20     | 20     |        |
| Sezon 2023/2024                                                               |                |                  |                  |                  |                  |             |             |                  |                  |               |               |               |               |                  |                  |               |               |                |                |              |               |               |        |        |        |        |        |        |        |        |        |        |        |        |        |        |        |        |        |
| Szczyrk HS104                                                                 | Szczyrk HS104  | Einsiedeln HS117 | Einsiedeln HS117 | Villach HS98     | Villach HS98     | Râșnov HS97 | Râșnov HS97 | Kandersteg HS106 | Kandersteg HS106 | Notodden HS98 | Notodden HS98 | Falun HS100   | Falun HS100   | Szczyrk HS104    | Szczyrk HS104    | Oberhof HS100 | Oberhof HS100 | Zakopane HS140 | Zakopane HS140 | punkty       | punkty        | punkty        | punkty | punkty | punkty | punkty | punkty | punkty | punkty | punkty | punkty | punkty | punkty | punkty | punkty | punkty | punkty | punkty |        |
| -                                                                             | -              | -                | -                | -                | -                | -           | -           | 2                | 1                | -             | -             | -             | -             | -                | -                | -             | -             | -              | -              | 180          | 180           | 180           | 180    | 180    | 180    | 180    | 180    | 180    | 180    | 180    | 180    | 180    | 180    | 180    | 180    | 180    | 180    | 180    |        |
| Legenda                                                                       |                |                  |                  |                  |                  |             |             |                  |                  |               |               |               |               |                  |                  |               |               |                |                |              |               |               |        |        |        |        |        |        |        |        |        |        |        |        |        |        |        |        |        |
| 1 2 3 4-10 11-30 poniżej 30 dq – dyskwalifikacja - − zawodnik nie wystartował |                |                  |                  |                  |                  |             |             |                  |                  |               |               |               |               |                  |                  |               |               |                |                |              |               |               |        |        |        |        |        |        |        |        |        |        |        |        |        |        |        |        |        |